# Vaccinium barandanum
Vaccinium barandanum är en ljungväxtart som beskrevs av António José Rodrigo Vidal. Vaccinium barandanum ingår i Blåbärssläktet, och familjen ljungväxter.

## Underarter
Arten delas in i följande underarter:
- V. b. cagayanense
- V. b. hutchinsonii